# Callithia
Callithia là một chi bướm đêm thuộc họ Sesiidae.

## Các loài
- Callithia oberthueri  Le Cerf, 1916